# Santuario della Madonna di Valleluogo
Il santuario della Madonna di Valleluogo è un santuario mariano situato nell'Appennino campano, circa 3 km a nord-ovest del centro cittadino di Ariano Irpino (anticamente Ariano, o Ariano di Puglia), lungo una vecchia mulattiera che conduceva a Montecalvo Irpino (già Montecalvo). La chiesa sorge presso un ruscello in una vallata ricca di vegetazione e di alberi secolari, a un'altitudine di 530 m s.l.m..
Il nome originario dell'edificio sacro era Sancta Maria belli loci (letteralmente "Santa Maria del bel luogo", presto alteratosi in "Santa Maria di Valleluogo"); tuttavia a decorrere dal 1957 la denominazione ufficiale nell'ambito della diocesi di Ariano è santuario Salus Infirmorum ("Salute degli Infermi").

## Storia

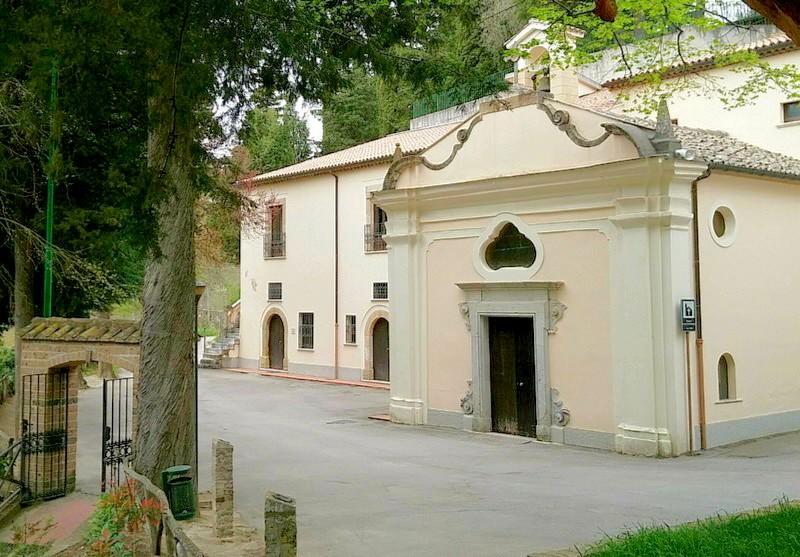
La facciata del santuario; in basso a sinistra è visibile il portale che conduce al luogo dell'apparizione

Le origini del santuario risalgono a un'apparizione mariana avvenuta secondo la tradizione nel tardo Medioevo, probabilmente all'epoca della dominazione angioina: la Madonna apparve a una giovane pastorella sordomuta, figlia un mugnaio residente nella stessa valle; il prodigio avvenne infatti nelle immediate vicinanze del mulino ad acqua, tuttora esistente e visitabile. Nel momento stesso dell'apparizione la fanciulla acquisì l'udito e la parola, mentre la Madonna richiese che venisse edificata una cappella in quello stesso luogo.
In una prima fase ci si limitò ad allestire un semplice tabernacolo ma, in considerazione dell'afflusso sempre maggiore di fedeli, delle guarigioni via via più numerose e delle laute offerte spontanee si riuscì finalmente a edificare la cappella, sebbene l'anno esatto di costruzione rimanga ignoto. L'edificio venne però assai danneggiato da una lunga serie di terremoti verificatisi tra il 1688 e il 1732 e soltanto alla fine del Settecento, dopo lunghe vicissitudini, venne eretta la chiesuola attuale; al suo interno, decorato in stile barocco, è però ancora custodita una statua della Madonna risalente al Quattrocento.

## Culto

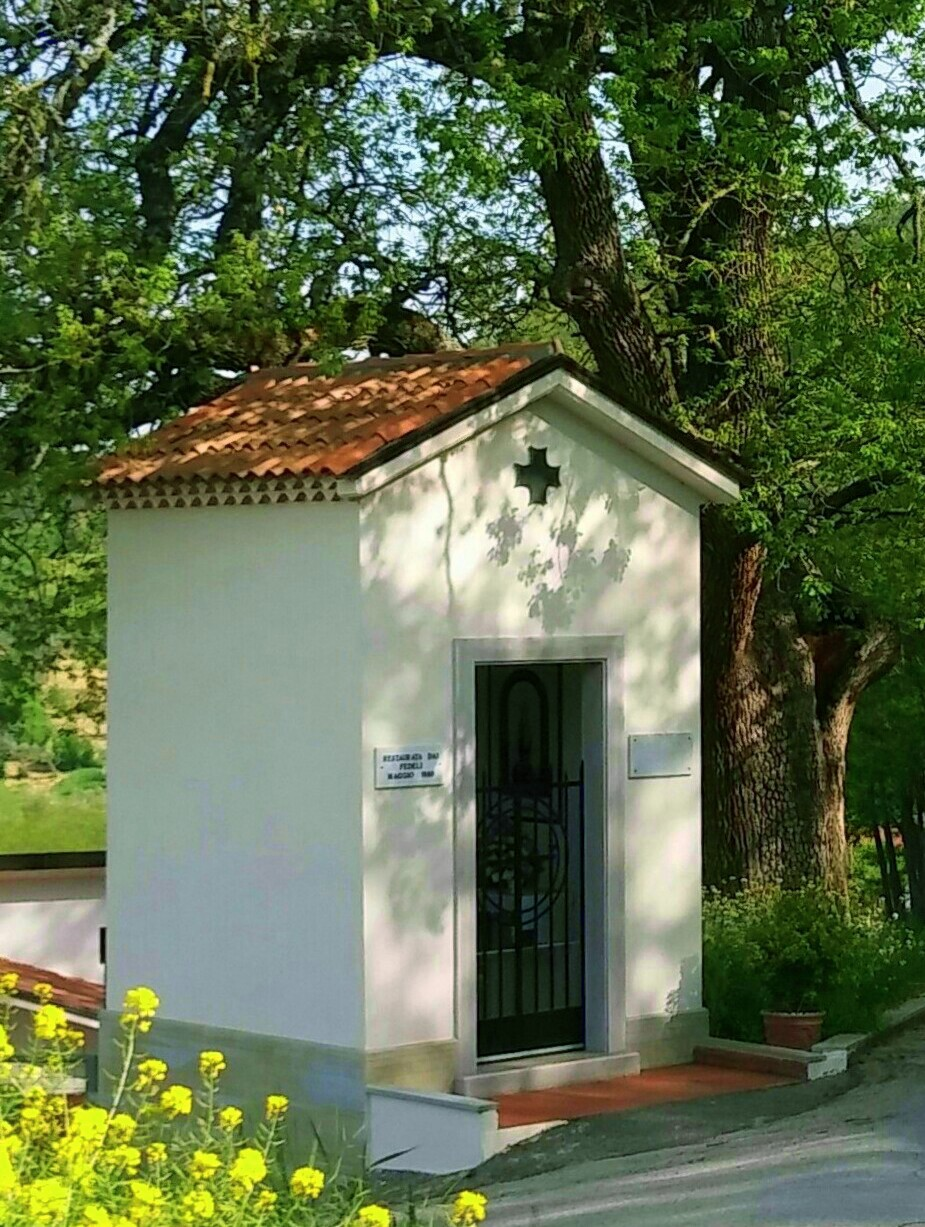
Edicola votiva risalente al 1956 (restaurata nel 1989) all'incrocio tra la strada provinciale 414 e la strada comunale Valleluogo

Nei primi secoli il santuario fu assai frequentato durante l'intero corso dell'anno; a partire già dall'Ottocento gli afflussi, sempre piuttosto intensi e provenienti anche da fuori diocesi, tendono però a concentrarsi nel triduo di Pentecoste.

## Ricettività
Fin dal Settecento è documentata l'esistenza di "commode abitazioni" atte a ospitare i fedeli che in gran numero giungevano al santuario. A metà Novecento fu poi edificata una notevole struttura destinata all'accoglienza degli infermi e dei pellegrini: si tratta della casa madre dei Silenziosi operai della Croce, un'organizzazione privata di fedeli fondata dal beato Luigi Novarese e riconosciuta dal Pontificio Consiglio per i Laici.
In occasione del Giubileo del 2000, conformemente agli auspici espressi in vita da Novarese, si è inoltre provveduto a restaurare l'antico mulino dopo lunghi secoli di abbandono.